# 플랜더스의 마틸다
플랜더스의 마틸다(영어: Matilda of Flanders, 프랑스어: Mathilde; 네덜란드어: Machteld) (경 1031년 – 1083년 11월 2일)는 잉글랜드의 왕비이자 노르망디 공작부인으로 정복자 윌리엄의 아내였으며, 부군이 부재하는 동안에는 노르망디의 섭정이었다. 마틸다가 윌리엄과의 사이에서 낳은 열 명의 자녀는 모두 성인이 될 때까지 살아 남았으며, 그 중 아들 두 명은 각각 윌리엄 2세와 헨리 1세로 잉글랜드의 왕이 되었다.
1031년 마틸다는 플랑드르 백작 보두앵 5세와 프랑스의 아델라 사이에서 둘째 딸로 태어났다. 플랑드르 가문의 영지인 플랑드르(플란데런)은 전략적 무역과 영국으로부터 스칸디나비아 침입자를 지키는 데 필요한 "영국과 대륙의 징검다리"로 영국과 대부분의 유럽 국가들 모두에게 전략적으로 중요한 곳이었다. 또한 그녀의 어머니 아델라는 로베르 2세의 딸이었다. 때문에 마틸다는 생모가 평민으로 태어나면서부터 줄곧 사생아 취급을 받았던 윌리엄보다 훨씬 고귀한 신분이었으며, 좀 더 낭만적인 이야기에 따르면 그녀는 처음에 이 때문에 윌리엄의 제안을 거부했다고 한다(앵글로색슨인 고위 귀족 웨식스 가인 그녀의 혈통도 윌리엄이 그녀와의 결혼을 고려할 유용한 카드가 되었다). 그 시대의 많은 왕실 결혼과 마찬가지로 그것은 혈연 문제가 걸린 근친혼이었으며, 그들에게 있어서 가장 걸림돌이 되는 것이었다(7촌 혹은 그와 비슷한 세대까지). 마틸다와 윌리엄은 일단 3세대 위로 올라가면 족보가 이어져 있었던 것이다. 1051/2년에 결혼했을 때 그녀는 약 20세였다. 윌리엄은 마틸다보다 약 4살이 많았고 약 8살(1035년)부터 노르망디 공작이었다.
윌리엄과의 결혼은 성공적이었고, 윌리엄은 생애에 마틸다 외에 다른 정부를 두지도 혼외자식을 얻지도 않았던 것으로 기록되어 있다. 마틸다의 나이 약 35세 무렵 윌리엄은 마틸다가 자신에게 선물해 준 기함 모라(Mora)를 타고 잉글랜드 원정을 떠났고, 이때 이미 마틸다와의 사이에 많은 자녀를 둔 상태였다. 마틸다는 남편이 없는 동안 노르망디 공국을 다스렸고, 1년이 지난 후에야 잉글랜드로 건너왔으며, 이후 다시 노르망디로 돌아와 여생의 대부분을 그곳에서 보냈다. 남편 윌리엄은 대부분의 생을 자신의 왕국이 차지한 새로운 영토로 나가 그곳을 통치하였다. 윌리엄이 없는 동안 마틸다는 1066–1067년, 1067–1068년, 1069년, 1069–1072년, 1074년 및 마지막으로 1075–1076년 이렇게 여섯 차례에 걸쳐 노르망디 공국의 섭정을 맡았다. 그가 1083년 노르망디에서 사망했을 때 약 52세였다.
노르망디를 통치하고 플랑드르에 대한 동생의 이익을 지원하는 것 외에도 마틸다는 당대 왕족으로써 특별한 교육을 받았던 자녀 교육에도 많은 관심을 보였다. 아들들은 1070년에 이탈리아인으로 캔터베리 대주교가 된 란프랑코에게 지도를 받았고, 딸들은 캉의 생테티엔 성당에서도 라틴어를 배웠다. 이곳은 윌리엄과 마틸다가 교황으로부터 결혼을 승인받는 대가로 설립한 성당이었다.

## 로맨스 소문
마틸다가 플랑드르 주재 잉글랜드 대사로 앵글로색슨의 테그나 계급인 알가(Algar)의 아들 브릭트릭과 사랑에 빠져 그에게 구애하였다는 소문이 있었는데, (와스의 계승자들의 기록에 따르면) 이를 브릭트릭은 정중하게 거절하였다는 것이었다. 이 소문의 진위 여부를 확인할 길은 없지만, 분명한 것은 몇 년 후 마틸다가 자신의 권한을 이용하여 브릭트릭의 땅을 몰수하고 그를 감옥에 가두었고, 브릭트리는 옥에서 죽었다는 것이다.

## 결혼에 관련된 일화
전술한 바와 같이 마틸다(또는 마우드)는 플랑드르 백작 볼드윈 4세와 프랑스 왕 로베르 2세의 딸인 아델라의 딸이었다.

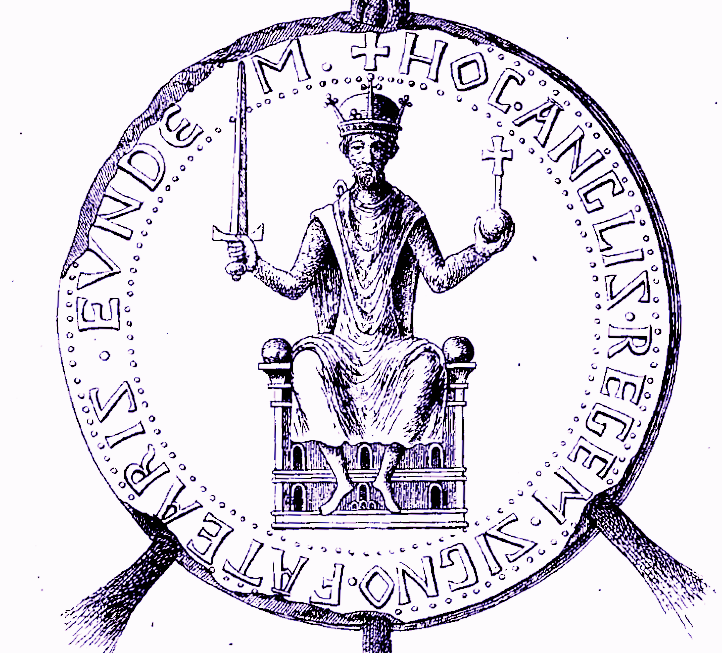
정복자 윌리엄의 인장

전설에 따르면 노르망디 공작 '사생아' 윌리엄(정복자 라고 불리게 된 것은 후의 일이다)가 마틸다의 결혼을 요청하기 위해 그의 대리인을 보냈을 때, 그녀는 그 대리인에게 자신이 천한 사생아 따위와의 결혼 같은 것을 생각하기에는 자신의 신분이 너무 높다고 전하게 했다. 이 대답을 들은 윌리엄은 노르망디에서 브뤼허까지 말을 타고 달려가, 교회로 가는 길에 마틸다를 발견하고, 바로 마틸다의 긴 댕기머리를 휘어잡아 말에서 끌어내리고, 놀란 수행원들이 보는 앞에서 마틸다를 길거리에 내집어던진 뒤 말을 탄 채로 가 버렸다. 이 사건에 대한 다른 일부 사료에는 윌리엄이 마틸다를 진흙탕에 내던지고 마구 때린 뒤 가 버렸다고도 나와 있다.
이야기의 또 다른 버전은 윌리엄이 릴에 있는 마틸다의 아버지 즉 플랑드르 백작저(伯爵邸)로 가서 마틸다의 방까지 쳐들어가 그녀를 찾아내 바닥에 내동댕이치고 (다시, 그녀의 머리띠로) 때렸다(또는 주먹으로 마구 때렸다고도 한다). 당연히 마틸다의 아버지 볼드윈은 딸의 방까지 쳐들어와 딸을 폭행한 윌리엄에게 화를 냈다. 그러나 그들이 칼을 뽑아 결투를 벌이기 전, 뜻밖에도 마틸다가 나서서 "나는 윌리엄 이외의 누구와도 결혼하지 않겠다"고 선언함으로서 문제를 해결했다는 것이다.
두 사람은 먼 친척이고 혈연 관계라는 이유로 랭스 공의회에서 교황 레오 9세에 의해 금지 명령이 있었지만 마틸다는 듣지 않았다. 윌리엄과 마틸다는 1051년~1052년 이후에 결혼식을 올렸고 마침내 1059년에 이르러 교황 니콜라오 2세에 의해 사면되었다. 베크 수도원(Bec Abbey)이 세워지기 이전 란프랑코가 로마로 가서 두 사람의 결혼을 승인하는 문제를 놓고 교황청과 협상을 벌였고, 이는 윌리엄과 마틸다가 자신들의 교황의 허락 없는 결혼에 대한 '속죄'를 명목으로 하는 두 채의 교회 설립에 합의한 후였다.

## 노르망디 공작부인
윌리엄이 잉글랜드 침공을 준비하고 있을 때 마틸다는 자신이 자금을 내어 모라(Mora)라는 배를 만들어 남편에게 주었다. 그리고 윌리엄은 자신이 없는 동안 아내에게 노르망디를 맡겼다. 마틸다는 14세 된 아들의 이름으로 이 기간 동안 공국을 성공적으로 이끌었고, 큰 폭동이나 불안은 발생하지 않았다.
윌리엄이 잉글랜드를 정복하고 왕이 된 후 마틸다가 잉글랜드를 왕국을 방문하기까지는 1년 이상이 걸렸다. 윌리엄이 잉글랜드를 정복한 뒤에도 그녀는 여전히 대부분의 시간을 노르망디에서 보내며 공국을 섭정으로서 다스렸고, 플랑드르에 대한 오빠의 이익을 지원하고, 그곳의 교회를 후원했다. 그가 윌리엄과의 사이에서 얻은 자녀 가운데 잉글랜드에서 태어난 것은 헨리 뿐이었는데, 마틸다가 윌리엄 1세의 이른바 '북부 약탈'(Harrying of the North)이라 불리는 군사 원정에 남편과 동행했을 때 요크셔에서 태어난 아들이었다. 그는 1068년 4월 잉글랜드에 도착하였고, 그곳에서 법원의 인정을 요구하기 위해 와 있던 윌리엄과 함께 대관식을 올렸다.

## 잉글랜드의 왕비
마틸다는 1068년 5월 11일 웨스트민스터에서 오순절 축제 기간 동안 요크 대주교가 주재하는 의식에서 잉글랜드의 여왕으로 즉위했다. 여왕의 중요성을 공고히 하기 위해 세 가지 새로운 존호가 붙여졌는데, 그녀는 드높은 신에 의해 신성한 자리를 얻었고, 남편과 존엄한 왕권을 공유하며, 그녀 자신의 힘과 미덕으로 그녀의 백성을 축복하는 존재로 격상되었다.
수년 동안 마틸다가 바이외 테피스트리(Bayeux Tapestry, 일반적으로 프랑스어로 La Tapisserie de la Reine Mathilde 라고 한다) 제작에 어느 정도 관여했다고 여겨져 왔지만, 현대의 역사가들은 더 이상 그것을 믿지 않으며, 윌리엄의 이부형인 바이외의 대주교(Bishop of Bayeux) 오도(Odo)가 의뢰하여 켄트의 잉글랜드 장인들이 만든 것으로 여겨진다.
마틸다는 윌리엄과의 사이에서 9~10명의 자녀를 두었으며, 윌리엄은 마틸다에게 충실했고 다른 혼외자식을 두지 않은 것으로 여겨진다. 윌리엄이 어디선가 사생아를 얻었다는 증거는 없다. 그녀의 왕실 의무에도  하고 마틸다는 자녀의 보육에도 힘을 쏟아 아들딸 모두가 뛰어난 교육을 받은 것으로 알려져 있다. 그녀의 딸들은 결혼을 인정한 것에 대한 보답으로 이들 부부가 설립한 캉의 생테티엔 성당에서 라틴어를 배웠다. 아들들을 위해 마틸다는 캔터베리 대주교 란프랑코를 아군으로 확보했고, 마틸다나 윌리엄 모두가 교회를 활성화하려는 대주교의 열망을 승인했다.
마틸다가 윌리엄과 충돌한 몇 안 되는 사례가 바로 윌리엄과의 사이에서 얻은 장남 로버트(Robert)에 관한 문제였다. 로버트는 용맹하고 군사적 능력도 지니고 있었지만 게으르고 나약한 면이 있었으며, 아버지나 형제들과 불화하다 1077년 군사를 일으켜 루앙 성을 공격하려다 실패, 삼촌인 플랑드르 백작 로버트 1세에게로 도망쳤다. 윌리엄은 마틸다가 자신에게 반란을 일으키려다 실패하고 쫓겨간 아들에게 많은 돈을 보내 주고 있었다는 사실을 알고 분노했다고 한다. 1080년 부활절에야 윌리엄과 로버트 부자는 마틸다의 중재를 받아들여 잠시나마 화해하였다.
그녀는 마틸다의 아들 헨리 1세와 결혼한 후 잉글랜드의 여왕이 될 스코틀랜드의 마틸다의 대모가 되었다. 세례식이 진행되는 동안 아기는 마틸다 여왕이 머리에 쓰고 있던 머리장식을 자신의 머리 위로 잡아 당겼는데, 이는 어린 마틸다도 언젠가는 여왕이 될 것이라는 징조로 여겨졌다고 한다.

## 죽음과 매장

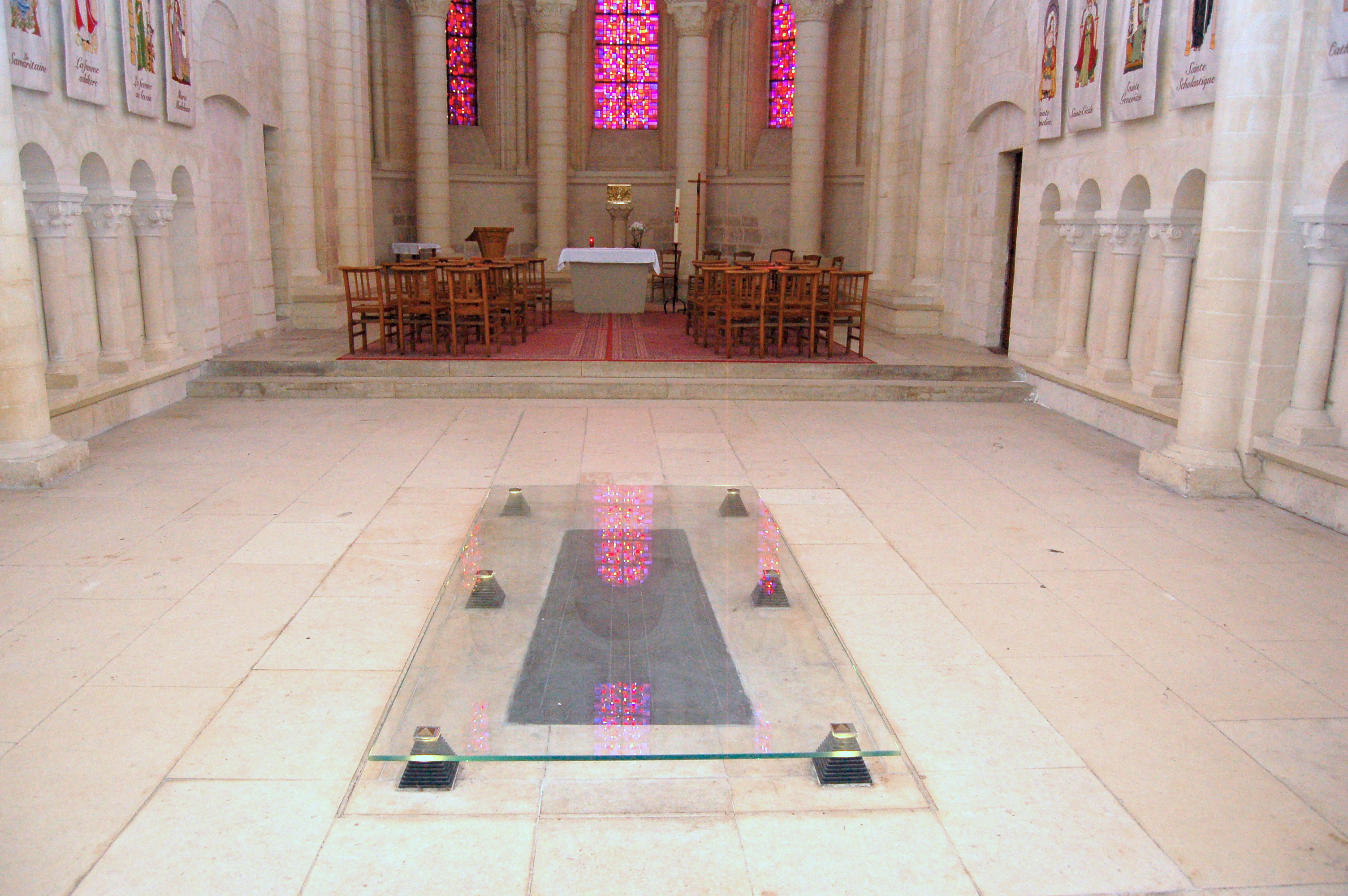
캉 여자 수도원에 있는 마틸다의 무덤

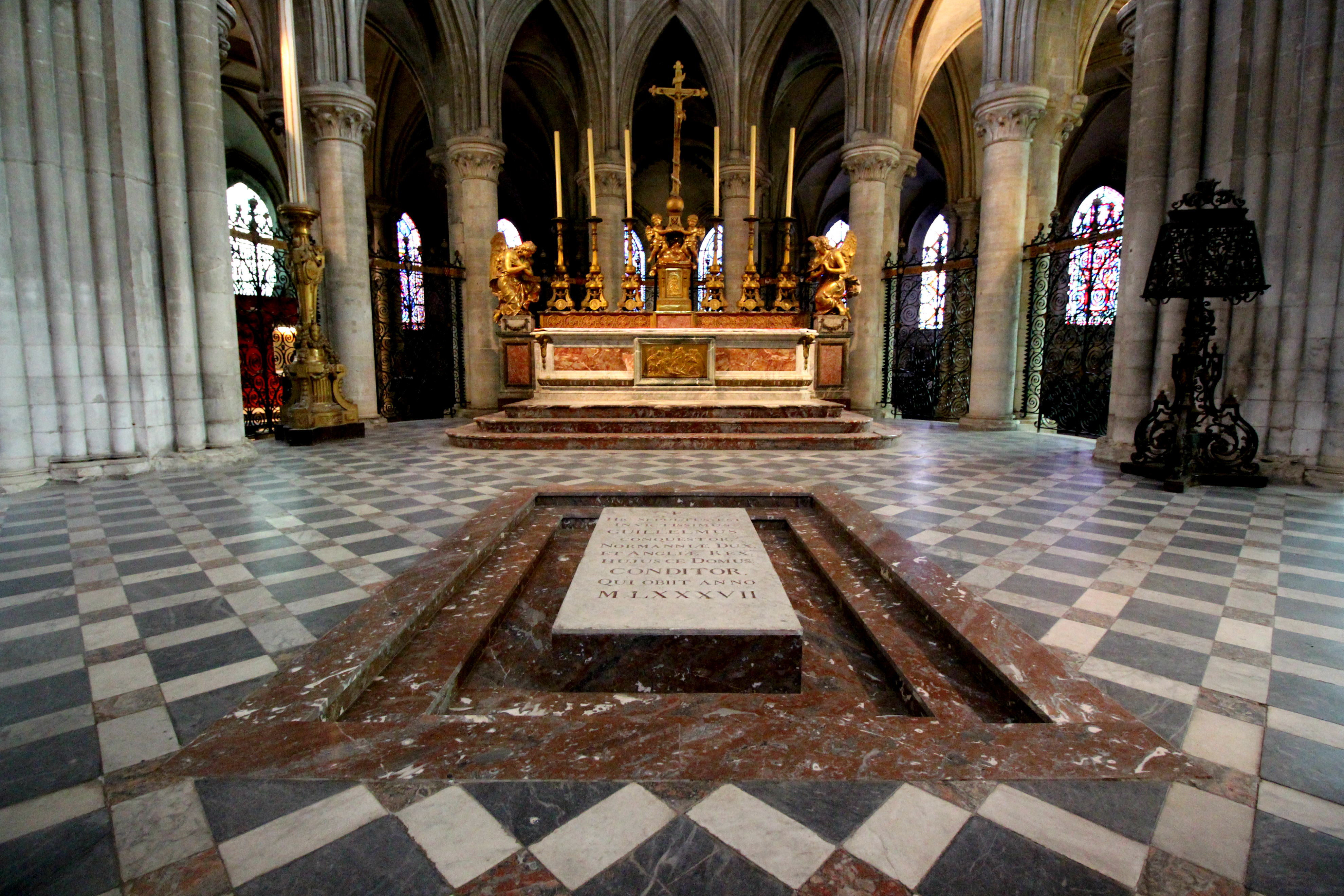
생테티엔의 캉 남자 수도원에 있는 노르망디의 윌리엄의 무덤

마틸다는 1083년 여름에 병을 얻었고 그해 11월 2일에 사망했다. 남편 윌리엄은 그녀의 임종을 지키며 마지막 유언을 들었고, 마틸다가 사망한 뒤 윌리엄은 아내에 대한 애도의 뜻으로 이후 그 자신이 그토록 좋아하던 사냥을 다시는 하지 않겠다고 선언했다. 마틸다가 사망하고 4년 후인 1087년에 윌리엄은 세상을 떠났다.
마틸다는 흔히 남편 윌리엄이 묻힌 노르망디의 '캉 남자 수도원'(Abbaye aux Dames in Caen)이라고도 불리는 성 스테판 성당에 남편과 함께 묻혔을 것이라는 믿음과는 달리, 생트트리니티 공동체 소속의 '캉 여자 수도원'(Abbaye aux Dames)에 안장되었다. 교회 뒤편에 마틸다의 묘비로 마련된 매끈한 흑색 석판으로 주목받고 있다. 윌리엄의 묘비는 19세기 초에 교체되었다.
세월이 지나 마틸다의 무덤이 훼손되어 원래의 관은 파괴되었다. 마틸다의 유해는 봉인된 상자에 넣어 원래의 검은 묘비 아래에 다시 안치되었다. 1959년에 마틸다의 불완전한 골격을 검사하고 마틸다의 생전 키를 측정하기 위해 대퇴골과 경골을 조사하였는데, 이 조사에서 마틸다의 생전 키는 5 피트 (152 cm)로 확인되었다. 이는 당시 평균적인 여성의 키에 해당하지만 이 검사 결과가 4 피트 2 인치 (127 cm)로 잘못 알려져서 마틸다의 몸집이 매우 작았다는 신화가 퍼지게 되었다.

## 자녀
마틸다는 윌리엄과의 사이에서 4명의 아들과 최소 5명의 딸을 두었다. 아들의 출생 순서는 확실하게 밝혀져 있지만, 딸의 출생 순서에 대해서는 확실한 자료가 없다.
1. 로버트(Robert, c.1053 – 1134년 2월 10일),[24][22] - 노르망디 공작으로 콘베르사노의 제프리의 딸 시빌(Sybil)과 결혼했다.[25]
2. 리처드(Richard, c.1055 – c.1069-74)[24]
3. 아델리자(Adeliza, 또는 Adelida,[26] Adelaide[27], c.1057, – c.1073),[24] - 영국의 해럴드 2세와 약혼하였다고 전해지는데, 훗날 프뢰(Préaux)의 성 레거(St Léger) 수녀라 불린 인물과 동일인물로 여겨진다.[26]
4. 세실리아(Cecilia, 또는 Cecily, c.1058 – 1127).[24] - 캉의 성 삼위일체 수녀원의 원장을 지냈다.[22]
5. 윌리엄 루부스(William Rufus, c.1060 – 1100년 8월 2일),[24][22] 잉글랜드의 왕, 뉴포레스트에서 사망하였다.
6. 마틸다(Matilda, c.1061 – c.1086)[24] [27] - 아마도 훨씬 나중에 사망했을 가능성이 있다(그녀가 Matilda d'Aincourt[28][29]와 동일 인물이라는 Trevor Foulds의 제안에 따르면).
7. 콘스탄스(Constance, c.1062 – 1090),[24] - 브르타뉴 공작 알랭 4세(Alan IV Fergent)와 결혼했다.[22]
8. 아델라(Adela, c.1067 – 1137),[24] - 블루아 백작 스티븐과 결혼했다.[22] 잉글랜드 왕 스티븐의 어머니.
9. 헨리(1068년 후반 – 1135년 12월 1일)[24][22] - 잉글랜드의 왕, 스코틀랜드의 말 콤룸 3세 막 돈카다의 딸인 스코틀랜드의 에디스와 결혼하였다. 그의 두 번째 부인은 루벵의 아델라였다.[27]
10. 아가사(Agatha, 생몰년 미상) - 잉글랜드의 해롤드 2세, 카스티야의 알폰소 6세, 메인 백작 허버트 1세와 약혼했지만 미혼인 채로 사망했다. 아델리자와 동일인물이라는 설도 존재한다.[b][22]

## 참조

### 노트
1. ↑  마틸다는 프랑크 왕국의 샤를마뉴 대제와 여러 왕실 일족의 후손이며, 가장 가까운 친척은 그녀의 할아버지인 로베르 2세였다. 또한 그녀는 윌리엄이 다스리던 노르망디 공국의 종주국인 프랑스의 앙리 1세의 조카였으며, 1060년 앙리 1세가 사망한 뒤 뒤를 이어 프랑스 왕으로 즉위하게 되는 필리프 1세의 사촌이었다. 즉 마틸다는 단순한 귀족이 아니라 유럽의 대부분의 왕족들과 밀접하게 혈연으로 이어져 있었던 것이다. 카롤링거 왕가의 일원과의 결혼은 윌리엄과 같은 군인이나 귀족에게는 중요한 신분 상승 수단이었다. 또한 잉글랜드에 있어서도 알프레드 대왕으로부터 이어지는 마틸다의 혈연은(알프레드 대왕의 딸 앨프트리스는 플랑드르 백작 아르눌프 1세의 어머니로 마틸다에게는 증조모이다) 잉글랜드 여왕의 자격을 인정받기에 충분한 것이기도 했다. See Hilton 2010, 17쪽, Le Jan 2000, 56쪽, Notes 14, 57, Wareham 2005, 3쪽
2. ↑  아델리자와 아가사가 동일인물이었는지 아니었는지는 확실하지 않지만, 만약 그들이 다른 딸이었다면, 윌리엄 1세의 잉글랜드 정복을 처음 《노르망디 공작 훙기》(薨記, Gesta Normannorum Ducum)라는 기록으로 남긴 주미에주의 윌리엄(William of Jumièges)이 기록 과정에서 두 사람을 혼동한 것으로 보인다. 12세기 잉글랜드의 연대기 저술가로 《노르망디 공작 훙기》를 확장 편집한 수도사 오르디크 비탈리스(Orderic Vitalis, 1075.2.16~ 1142)에 따르면 윌리엄과 마틸다 사이에서 태어난 딸들의 나이에 대해서는 알려진 바가 없다.Douglas 1964, 395쪽; Ordericus Vitalis 1854, 181–182쪽, n. 1

### 인용
1. 1 2  van Houts 2004b.
2. ↑  Oksanen 2012.
3. ↑  Borman 2011.
4. ↑  Thorn, Thorn & Morris 1985.
5. ↑  Freeman 1871.
6. ↑  Schwennicke 1984.
7. ↑  “Matilda: William the Conqueror's queen”. 《HistoryExtra》 (영어). 2022년 11월 2일에 확인함.
8. ↑  “In Bayeux, France, the story of the last conquest of England comes alive”. 《Chicago Tribune》. 2021년 11월 15일에 확인함.
9. 1 2  Strickland, Agnes (1840). 《Lives of the Queens of England》. Boston: Aldine Book Publishing Company. 13쪽.
10. 1 2  Lancelott, Francis (1890). 《The Queens of England and Their Times》. New York: D. Appleton and Company. 15–18쪽.
11. 1 2 3 4 5 6 7  Hilton 2010.
12. 1 2  Hilliam 2004.
13. ↑  Morris 2012.
14. ↑  Keats-Rohan 1999.
15. ↑  Bates 1982.
16. ↑  van Houts 1988.
17. 1 2 3  Huneycutt 2003.
18. ↑  Norton 2001.
19. ↑  Given-Wilson & Curteis 1984.
20. ↑  B. A., Mundelein College; M. Div., Meadville/Lombard Theological School. “Matilda of Flanders: William the Conqueror's Queen”. 《ThoughtCo》. 2020년 4월 23일에 확인함.
21. ↑  Hilliam 2011.
22. 1 2 3 4 5 6 7 8 9 10 11  Douglas 1964.
23. 1 2  Dewhurst 1981.
24. 1 2 3 4 5 6 7 8 9  Turner, Ralph V. (1990). “The Children of Anglo-Norman Royalty and Their Upbringing”. 《Medieval Prosopography》 11 (2): 45. ISSN 0198-9405. JSTOR 45048108.
25. ↑  Thompson 2004.
26. 1 2  van Houts 2004a.
27. 1 2 3  Fryde 등. 1996.
28. ↑  Sharpe 2007.
29. ↑  Nottingham Medieval Studies 36: 42–78.